# Kvalspelet till europamästerskapet i volleyboll för damer 2009
Kvalspelet till europamästerskapet i volleyboll för damer 2009 spelades 4 maj till 14 september 2008. I kvalet deltog 28 landslag från CEV:s medlemsförbund. Av dessa kvalificerade sig 9 för mästerskapet.
Kvalet genomfördes i tre rundor. I den första runda spelade åtta lag om fyra platser i andra rundan, varje plats fördelades genom att två lag mötte varandra både hemma och borta och laget med bäst resultat gick vidare. I andra rundan delades de 24 kvarvarande lagen in i sex grupper om fyra lag. Det främsta laget i varje grupp kvalificerade sig för EM. Det andra laget gick vidare till tredje rundan. I tredje rundan mötte varje grupptvåa en annan grupptvåa. Det vinnande laget kvalificerade sig för EM. Totalt kvalificerade sig därmed nio lag till EM.
Noterbart för kvalet var att Storbritannien deltog istället för som England, Skottland, Wales och Nordirland.

## Deltagande lag
| - Albanien - Österrike - Azerbajdzjan - Belarus - Bosnien och Hercegovina - Bulgarien - Kroatien | - Estland - Finland - Frankrike - Georgien - Grekland - Island - Israel | - Nordmakedonien - Moldavien - Montenegro - Norge - Portugal - Tjeckien - Storbritannien | - Rumänien - Slovakien - Slovenien - Spanien - Turkiet - Ukraina - Ungern |

## Första rundan

### Deltagande lag
- Albanien
- Estland
- Georgien
- Island
- Nordmakedonien
- Montenegro
- Norge
- Storbritannien

### Resultat

#### Match 1
| Datum    | Mellan                    | Resultat | Set   | Set   | Set   | Set   | Set | Poäng totalt | Speltid | Åskådare |
| Datum    | Mellan                    | Resultat | 1     | 2     | 3     | 4     | 5   | Poäng totalt | Speltid | Åskådare |
| -------- | ------------------------- | -------- | ----- | ----- | ----- | ----- | --- | ------------ | ------- | -------- |
| 09-05-08 | Nordmakedonien - Island   | 3 - 0    | 25:11 | 25:18 | 25:8  |       |     | 75 - 37      | 1h:15   | 650      |
| 04-05-08 | Estland - Norge           | 3 - 0    | 26:24 | 25:23 | 25:23 |       |     | 76 - 70      | 1h:24   | 200      |
| 08-05-08 | Montenegro - Georgien     | 3 - 0    | 25:9  | 25:19 | 25:15 |       |     | 75 - 43      | 1h:05   | 800      |
| 08-05-08 | Storbritannien - Albanien | 3 - 1    | 25:22 | 25:21 | 23:25 | 25:20 |     | 98 - 88      | 1h:49   | 671      |

#### Match 2
| Datum    | Mellan                    | Resultat | Set   | Set   | Set   | Set   | Set  | Poäng totalt | Speltid | Åskådare |
| Datum    | Mellan                    | Resultat | 1     | 2     | 3     | 4     | 5    | Poäng totalt | Speltid | Åskådare |
| -------- | ------------------------- | -------- | ----- | ----- | ----- | ----- | ---- | ------------ | ------- | -------- |
| 11-05-08 | Island - Nordmakedonien   | 0 - 3    | 25:27 | 17:25 | 12:25 |       |      | 54 - 77      | 1h:14   | 550      |
| 10-05-08 | Norge - Estland           | 2 - 3    | 25:15 | 14:25 | 25:23 | 18:25 | 15:8 | 97 - 96      | 1h:55   | 300      |
| 11-05-08 | Georgien - Montenegro     | 0 - 3    | 17:25 | 24:26 | 21:25 |       |      | 52 - 76      | 1h:24   | 1.200    |
| 11-05-08 | Albanien - Storbritannien | 3 - 0    | 25:15 | 25:17 | 25:20 |       |      | 75 - 52      | 1h:15   | 1.500    |

### Kvalificerade för andra rundan
- Nordmakedonien
- Estland
- Montenegro
- Albanien

## Andra rundan[1]

### Deltagande lag
| - Albanien - Österrike - Azerbajdzjan - Belarus - Bosnien och Hercegovina - Bulgarien | - Kroatien - Estland - Finland - Frankrike - Grekland - Israel | - Nordmakedonien - Moldavien - Montenegro - Portugal - Tjeckien - Rumänien | - Slovakien - Slovenien - Spanien - Turkiet - Ukraina - Ungern |

### Grupper
| Grupp A                                                  | Grupp B                                     | Grupp C                                            | Grupp D                                  | Grupp E                                  | Grupp F                                  |
| -------------------------------------------------------- | ------------------------------------------- | -------------------------------------------------- | ---------------------------------------- | ---------------------------------------- | ---------------------------------------- |
| Bosnien och Hercegovina · Portugal · Slovakien · Ukraina | Albanien · Moldavien · Tjeckien · Slovenien | Azerbajdzjan · Nordmakedonien · Rumänien · Spanien | Österrike · Belarus · Frankrike · Ungern | Bulgarien · Kroatien · Estland · Finland | Grekland · Israel · Montenegro · Turkiet |

### Grupp A

#### Första spelomgången
Spelplats:  Tjerkasy, Ukraina
| Datum    | Mellan                              | Resultat | Set   | Set   | Set   | Set   | Set   | Poäng totalt | Speltid | Åskådare |
| Datum    | Mellan                              | Resultat | 1     | 2     | 3     | 4     | 5     | Poäng totalt | Speltid | Åskådare |
| -------- | ----------------------------------- | -------- | ----- | ----- | ----- | ----- | ----- | ------------ | ------- | -------- |
| 30-05-08 | Bosnien och Hercegovina - Slovakien | 0 - 3    | 23:25 | 12:25 | 16:25 |       |       | 51 - 75      | 1h:14   | 300      |
| 30-05-08 | Ukraina - Portugal                  | 3 - 0    | 25:11 | 25:21 | 25:13 |       |       | 75 - 45      | 1h:00   | 0        |
| 31-05-08 | Portugal - Slovakien                | 0 - 3    | 16:25 | 16:25 | 17:25 |       |       | 49 - 75      | 1h:08   | 250      |
| 31-05-08 | Ukraina - Bosnien och Hercegovina   | 3 - 0    | 25:14 | 25:12 | 25:14 |       |       | 75 - 40      | 1h:06   | 750      |
| 01-06-08 | Bosnien och Hercegovina - Portugal  | 3 - 1    | 22:25 | 25:18 | 25:23 | 25:23 |       | 97 - 89      | 2h:00   | 400      |
| 01-06-08 | Slovakien - Ukraina                 | 2 - 3    | 15:25 | 20:25 | 25:18 | 25:20 | 13:15 | 98 - 103     | 1h:50   | 950      |

#### Andra spelomgången
Spelplats:  Kakanj, Bosnien och Herzegovina
| Datum    | Mellan                              | Resultat | Set   | Set   | Set   | Set | Set | Poäng totalt | Speltid | Åskådare |
| Datum    | Mellan                              | Resultat | 1     | 2     | 3     | 4   | 5   | Poäng totalt | Speltid | Åskådare |
| -------- | ----------------------------------- | -------- | ----- | ----- | ----- | --- | --- | ------------ | ------- | -------- |
| 06-06-08 | Bosnien och Hercegovina - Portugal  | 3 - 0    | 25:10 | 25:14 | 25:15 |     |     | 75 - 39      | 1h:14   | 700      |
| 06-06-08 | Ukraina - Slovakien                 | 0 - 3    | 14:25 | 22:25 | 23:25 |     |     | 59 - 75      | 1h:14   | 350      |
| 07-06-08 | Bosnien och Hercegovina - Ukraina   | 0 - 3    | 23:25 | 18:25 | 19:25 |     |     | 60 - 75      | 1h:23   | 650      |
| 07-06-08 | Portugal - Slovakien                | 0 - 3    | 10:25 | 11:25 | 7:25  |     |     | 28 - 75      | 0h:57   | 250      |
| 08-06-08 | Slovakien - Bosnien och Hercegovina | 3 - 0    | 25:19 | 25:19 | 25:9  |     |     | 75 - 47      | 1h:06   | 500      |
| 08-06-08 | Portugal - Ukraina                  | 0 - 3    | 8:25  | 15:25 | 7:25  |     |     | 30 - 75      | 1h:05   | 200      |

#### Sluttabell
| Pos | Landslag                | Poäng | Matcher | Matcher | Matcher   | Set   | Set       | Kvot  | Poäng | Poäng     | Kvot  |
| Pos | Landslag                | Poäng | Spelade | Vunna   | Förlorade | Vunna | Förlorade | Kvot  | Vunna | Förlorade | Kvot  |
| --- | ----------------------- | ----- | ------- | ------- | --------- | ----- | --------- | ----- | ----- | --------- | ----- |
| 1   | Slovakien               | 11    | 6       | 5       | 1         | 17    | 3         | 5.667 | 473   | 337       | 1.404 |
| 2   | Ukraina                 | 11    | 6       | 5       | 1         | 15    | 5         | 3.000 | 462   | 348       | 1.328 |
| 3   | Bosnien och Hercegovina | 8     | 6       | 2       | 4         | 6     | 13        | 0.462 | 370   | 428       | 0.864 |
| 4   | Portugal                | 6     | 6       | 0       | 6         | 1     | 18        | 0.056 | 280   | 472       | 0.593 |

### Grupp B

#### Första spelomgången
Spelplats:  Maribor, Slovenien
| Datum    | Mellan                | Resultat | Set   | Set   | Set   | Set   | Set | Poäng totalt | Speltid | Åskådare |
| Datum    | Mellan                | Resultat | 1     | 2     | 3     | 4     | 5   | Poäng totalt | Speltid | Åskådare |
| -------- | --------------------- | -------- | ----- | ----- | ----- | ----- | --- | ------------ | ------- | -------- |
| 06-06-08 | Moldavien - Albanien  | 1 - 3    | 25:13 | 20:25 | 18:25 | 19:25 |     | 82 - 88      | 1h:43   | 50       |
| 06-06-08 | Tjeckien - Slovenien  | 3 - 1    | 25:21 | 23:25 | 25:23 | 25:18 |     | 98 - 87      | 1h:56   | 450      |
| 07-06-08 | Tjeckien - Moldavien  | 3 - 0    | 25:12 | 25:22 | 25:15 |       |     | 75 - 49      | 1h:08   | 60       |
| 07-06-08 | Slovenien - Albanien  | 3 - 0    | 25:22 | 27:25 | 25:18 |       |     | 77 - 65      | 1h:26   | 400      |
| 08-06-08 | Albanien - Tjeckien   | 0 - 3    | 13:25 | 13:25 | 19:25 |       |     | 45 - 75      | 1h:10   | 50       |
| 08-06-08 | Moldavien - Slovenien | 1 - 3    | 19:25 | 25:23 | 20:25 | 12:25 |     | 76 - 98      | 1h:46   | 250      |

#### Andra spelomgången
Spelplats:  Opava, Tjeckien
| Datum    | Mellan                | Resultat | Set   | Set   | Set   | Set   | Set | Poäng totalt | Speltid | Åskådare |
| Datum    | Mellan                | Resultat | 1     | 2     | 3     | 4     | 5   | Poäng totalt | Speltid | Åskådare |
| -------- | --------------------- | -------- | ----- | ----- | ----- | ----- | --- | ------------ | ------- | -------- |
| 13-06-08 | Moldavien - Albanien  | 1 - 3    | 22:25 | 17:25 | 25:23 | 12:25 |     | 76 - 98      | 1h:32   | 50       |
| 13-06-08 | Tjeckien - Slovenien  | 3 - 1    | 28:30 | 25:20 | 25:20 | 25:14 |     | 103 - 84     | 1h:47   | 400      |
| 14-06-08 | Slovenien - Albanien  | 1 - 3    | 23:25 | 25:23 | 23:25 | 24:26 |     | 95 - 99      | 1h:52   | 50       |
| 14-06-08 | Tjeckien - Moldavien  | 3 - 0    | 25:15 | 25:11 | 25:17 |       |     | 75 - 43      | 1h:09   | 300      |
| 15-06-08 | Moldavien - Slovenien | 1 - 3    | 17:25 | 25:27 | 25:18 | 16:25 |     | 83 - 95      | 1h:37   | 50       |
| 15-06-08 | Albanien - Tjeckien   | 0 - 3    | 14:25 | 21:25 | 24:26 |       |     | 59 - 76      | 1h:13   | 400      |

#### Sluttabell
| Pos | Landslag  | Poäng | Matcher | Matcher | Matcher   | Set   | Set       | Kvot  | Poäng | Poäng     | Kvot  |
| Pos | Landslag  | Poäng | Spelade | Vunna   | Förlorade | Vunna | Förlorade | Kvot  | Vunna | Förlorade | Kvot  |
| --- | --------- | ----- | ------- | ------- | --------- | ----- | --------- | ----- | ----- | --------- | ----- |
| 1   | Tjeckien  | 12    | 6       | 6       | 0         | 18    | 2         | 9.000 | 502   | 367       | 1.368 |
| 2   | Slovenien | 9     | 6       | 3       | 3         | 12    | 11        | 1.091 | 536   | 524       | 1.023 |
| 3   | Albanien  | 9     | 6       | 3       | 3         | 9     | 12        | 0.750 | 454   | 481       | 0.944 |
| 4   | Moldavien | 6     | 6       | 0       | 6         | 4     | 18        | 0.222 | 409   | 529       | 0.773 |

### Grupp C

#### Första spelomgången
Spelplats:  Buzău, Rumänien
| Datum    | Mellan                        | Resultat | Set   | Set   | Set   | Set   | Set   | Poäng totalt | Speltid | Åskådare |
| Datum    | Mellan                        | Resultat | 1     | 2     | 3     | 4     | 5     | Poäng totalt | Speltid | Åskådare |
| -------- | ----------------------------- | -------- | ----- | ----- | ----- | ----- | ----- | ------------ | ------- | -------- |
| 30-05-08 | Spanien - Azerbajdzjan        | 3 - 1    | 16:25 | 25:21 | 25:14 | 25:19 |       | 91 - 79      | 1h:42   | 60       |
| 30-05-08 | Rumänien - Nordmakedonien     | 3 - 0    | 25:21 | 25:18 | 25:21 |       |       | 75 - 60      | 1h:15   | 360      |
| 31-05-08 | Nordmakedonien - Azerbajdzjan | 0 - 3    | 13:25 | 22:25 | 16:25 |       |       | 51 - 75      | 1h:07   | 120      |
| 31-05-08 | Rumänien - Spanien            | 3 - 0    | 25:23 | 25:21 | 25:14 |       |       | 75 - 58      | 1h:20   | 480      |
| 01-06-08 | Spanien - Nordmakedonien      | 3 - 0    | 25:20 | 25:11 | 25:20 |       |       | 75 - 51      | 1h:08   | 110      |
| 01-06-08 | Azerbajdzjan - Rumänien       | 3 - 2    | 18:25 | 29:27 | 25:19 | 21:25 | 15:13 | 108 - 109    | 2h:24   | 720      |

#### Andra spelomgången
Spelplats:  Cáceres, Spanien
| Datum    | Mellan                        | Resultat | Set   | Set   | Set   | Set   | Set   | Poäng totalt | Speltid | Åskådare |
| Datum    | Mellan                        | Resultat | 1     | 2     | 3     | 4     | 5     | Poäng totalt | Speltid | Åskådare |
| -------- | ----------------------------- | -------- | ----- | ----- | ----- | ----- | ----- | ------------ | ------- | -------- |
| 06-06-08 | Azerbajdzjan - Rumänien       | 3 - 2    | 25:27 | 25:22 | 18:25 | 25:22 | 15:6  | 108 - 102    | 1h:56   | 50       |
| 06-06-08 | Spanien - Nordmakedonien      | 3 - 0    | 25:12 | 25:15 | 25:13 |       |       | 75 - 40      | 1h:04   | 1.050    |
| 07-06-08 | Nordmakedonien - Rumänien     | 0 - 3    | 8:25  | 15:25 | 7:25  |       |       | 30 - 75      | 1h:00   | 200      |
| 07-06-08 | Spanien - Azerbajdzjan        | 3 - 2    | 28:30 | 26:24 | 20:25 | 25:19 | 15:13 | 114 - 111    | 2h:21   | 1.600    |
| 08-06-08 | Rumänien - Spanien            | 2 - 3    | 25:18 | 14:25 | 25:14 | 23:25 | 10:15 | 97 - 97      | 1h:57   | 800      |
| 08-06-08 | Nordmakedonien - Azerbajdzjan | 0 - 3    | 14:25 | 11:25 | 20:25 |       |       | 45 - 75      | 1h:03   | 50       |

#### Sluttabell
| Pos | Landslag       | Poäng | Matcher | Matcher | Matcher   | Set   | Set       | Kvot  | Poäng | Poäng     | Kvot  |
| Pos | Landslag       | Poäng | Spelade | Vunna   | Förlorade | Vunna | Förlorade | Kvot  | Vunna | Förlorade | Kvot  |
| --- | -------------- | ----- | ------- | ------- | --------- | ----- | --------- | ----- | ----- | --------- | ----- |
| 1   | Spanien        | 11    | 6       | 5       | 1         | 15    | 8         | 1.875 | 510   | 453       | 1.126 |
| 2   | Azerbajdzjan   | 10    | 6       | 4       | 2         | 15    | 10        | 1.500 | 556   | 512       | 1.086 |
| 3   | Rumänien       | 9     | 6       | 3       | 3         | 15    | 9         | 1.667 | 533   | 461       | 1.156 |
| 4   | Nordmakedonien | 6     | 6       | 0       | 6         | 0     | 18        | 0.000 | 277   | 450       | 0.616 |

### Grupp D

#### Första spelomgången
Spelplats:  Mogilev, Belarus
| Datum    | Mellan                | Resultat | Set   | Set   | Set   | Set | Set | Poäng totalt | Speltid | Åskådare |
| Datum    | Mellan                | Resultat | 1     | 2     | 3     | 4   | 5   | Poäng totalt | Speltid | Åskådare |
| -------- | --------------------- | -------- | ----- | ----- | ----- | --- | --- | ------------ | ------- | -------- |
| 30-05-08 | Ungern - Frankrike    | 0 - 3    | 21:25 | 18:25 | 20:25 |     |     | 59 - 75      | 1h:20   | 500      |
| 30-05-08 | Belarus - Österrike   | 3 - 0    | 25:20 | 25:9  | 25:20 |     |     | 75 - 49      | 1h:10   | 1.400    |
| 31-05-08 | Österrike - Frankrike | 0 - 3    | 9:25  | 22:25 | 19:25 |     |     | 50 - 75      | 1h:10   | 500      |
| 31-05-08 | Belarus - Ungern      | 3 - 0    | 25:20 | 25:19 | 25:20 |     |     | 75 - 59      | 1h:15   | 1.500    |
| 01-06-08 | Ungern - Österrike    | 3 - 0    | 25:10 | 25:19 | 25:16 |     |     | 75 - 45      | 1h:10   | 400      |
| 01-06-08 | Frankrike - Belarus   | 3 - 0    | 25:22 | 25:23 | 25:23 |     |     | 75 - 68      | 1h:30   | 2.000    |

#### Andra spelomgången
Spelplats:  Nancy, Frankrike
| Datum    | Mellan                | Resultat | Set   | Set   | Set   | Set   | Set | Poäng totalt | Speltid | Åskådare |
| Datum    | Mellan                | Resultat | 1     | 2     | 3     | 4     | 5   | Poäng totalt | Speltid | Åskådare |
| -------- | --------------------- | -------- | ----- | ----- | ----- | ----- | --- | ------------ | ------- | -------- |
| 06-06-08 | Belarus - Ungern      | 3 - 0    | 25:19 | 25:15 | 25:18 |       |     | 75 - 52      | 1h:15   | 550      |
| 06-06-08 | Frankrike - Österrike | 3 - 0    | 25:14 | 25:9  | 25:17 |       |     | 75 - 40      | 1h:10   | 950      |
| 07-06-08 | Österrike - Belarus   | 0 - 3    | 13:25 | 13:25 | 17:25 |       |     | 43 - 75      | 1h:08   | 600      |
| 07-06-08 | Ungern - Frankrike    | 0 - 3    | 12:25 | 19:25 | 17:25 |       |     | 48 - 75      | 1h:15   | 1.650    |
| 08-06-08 | Österrike - Ungern    | 1 - 3    | 21:25 | 15:25 | 25:22 | 14:25 |     | 75 - 97      | 1h:38   | 400      |
| 08-06-08 | Frankrike - Belarus   | 3 - 1    | 25:20 | 25:16 | 21:25 | 25:14 |     | 96 - 75      | 1h:42   | 1.750    |

#### Sluttabell
| Pos | Landslag  | Poäng | Matcher | Matcher | Matcher   | Set   | Set       | Kvot   | Poäng | Poäng     | Kvot  |
| Pos | Landslag  | Poäng | Spelade | Vunna   | Förlorade | Vunna | Förlorade | Kvot   | Vunna | Förlorade | Kvot  |
| --- | --------- | ----- | ------- | ------- | --------- | ----- | --------- | ------ | ----- | --------- | ----- |
| 1   | Frankrike | 12    | 6       | 6       | 0         | 18    | 1         | 18.000 | 471   | 340       | 1.385 |
| 2   | Belarus   | 10    | 6       | 4       | 2         | 13    | 6         | 2.167  | 443   | 374       | 1.184 |
| 3   | Ungern    | 8     | 6       | 2       | 4         | 6     | 13        | 0.462  | 390   | 420       | 0.929 |
| 4   | Österrike | 6     | 6       | 0       | 6         | 1     | 18        | 0.056  | 302   | 472       | 0.640 |

### Grupp E

#### Första spelomgången
Spelplats:  Zagreb, Kroatien
| Datum    | Mellan               | Resultat | Set   | Set   | Set   | Set   | Set   | Poäng totalt | Speltid | Åskådare |
| Datum    | Mellan               | Resultat | 1     | 2     | 3     | 4     | 5     | Poäng totalt | Speltid | Åskådare |
| -------- | -------------------- | -------- | ----- | ----- | ----- | ----- | ----- | ------------ | ------- | -------- |
| 30-05-08 | Bulgarien - Finland  | 3 - 0    | 25:16 | 25:16 | 25:22 |       |       | 75 - 54      | 1h:15   | 50       |
| 30-05-08 | Kroatien - Estland   | 3 - 0    | 25:21 | 25:14 | 25:16 |       |       | 75 - 51      | 1h:08   | 150      |
| 31-05-08 | Finland - Estland    | 3 - 0    | 25:17 | 25:15 | 25:16 |       |       | 75 - 48      | 1h:06   | 25       |
| 31-05-08 | Kroatien - Bulgarien | 1 - 3    | 22:25 | 16:25 | 25:19 | 22:25 |       | 85 - 94      | 1h:55   | 200      |
| 01-06-08 | Estland - Bulgarien  | 0 - 3    | 13:25 | 18:25 | 18:25 |       |       | 49 - 75      | 1h:10   | 35       |
| 01-06-08 | Finland - Kroatien   | 2 - 3    | 31:29 | 21:25 | 25:20 | 23:25 | 12:15 | 112 - 114    | 2h:18   | 225      |

#### Andra spelomgången
Spelplats:  Gabrovo, Bulgarien
| Datum    | Mellan               | Resultat | Set   | Set   | Set   | Set   | Set | Poäng totalt | Speltid | Åskådare |
| Datum    | Mellan               | Resultat | 1     | 2     | 3     | 4     | 5   | Poäng totalt | Speltid | Åskådare |
| -------- | -------------------- | -------- | ----- | ----- | ----- | ----- | --- | ------------ | ------- | -------- |
| 06-06-08 | Estland - Bulgarien  | 0 - 3    | 19:25 | 19:25 | 9:25  |       |     | 47 - 75      | 1h:09   | 550      |
| 06-06-08 | Kroatien - Finland   | 3 - 0    | 25:22 | 25:21 | 25:19 |       |     | 75 - 62      | 1h:22   | 110      |
| 07-06-08 | Bulgarien - Finland  | 3 - 1    | 25:16 | 25:19 | 18:25 | 25:18 |     | 93 - 78      | 1h:49   | 590      |
| 07-06-08 | Estland - Kroatien   | 0 - 3    | 22:25 | 17:25 | 20:25 |       |     | 59 - 75      | 1h:10   | 70       |
| 08-06-08 | Kroatien - Bulgarien | 0 - 3    | 16:25 | 25:27 | 24:26 |       |     | 65 - 78      | 1h:32   | 1.050    |
| 08-06-08 | Finland - Estland    | 3 - 0    | 25:19 | 25:23 | 25:20 |       |     | 75 - 62      | 1h:15   | 80       |

#### Sluttabell
| Pos | Landslag  | Poäng | Matcher | Matcher | Matcher   | Set   | Set       | Kvot  | Poäng | Poäng     | Kvot  |
| Pos | Landslag  | Poäng | Spelade | Vunna   | Förlorade | Vunna | Förlorade | Kvot  | Vunna | Förlorade | Kvot  |
| --- | --------- | ----- | ------- | ------- | --------- | ----- | --------- | ----- | ----- | --------- | ----- |
| 1   | Bulgarien | 12    | 6       | 6       | 0         | 18    | 2         | 9.000 | 490   | 378       | 1.296 |
| 2   | Kroatien  | 10    | 6       | 4       | 2         | 13    | 8         | 1.625 | 489   | 456       | 1.072 |
| 3   | Finland   | 8     | 6       | 2       | 4         | 9     | 12        | 0.750 | 456   | 467       | 0.976 |
| 4   | Estland   | 6     | 6       | 0       | 6         | 0     | 18        | 0.000 | 316   | 450       | 0.702 |

### Grupp F

#### Första spelomgången
Spelplats:  Netanya, Israel
| Datum    | Mellan                | Resultat | Set   | Set   | Set   | Set   | Set | Poäng totalt | Speltid | Åskådare |
| Datum    | Mellan                | Resultat | 1     | 2     | 3     | 4     | 5   | Poäng totalt | Speltid | Åskådare |
| -------- | --------------------- | -------- | ----- | ----- | ----- | ----- | --- | ------------ | ------- | -------- |
| 06-06-08 | Turkiet - Grekland    | 1 - 3    | 23:25 | 25:15 | 17:25 | 21:25 |     | 86 - 90      | 1h:50   | 200      |
| 06-06-08 | Montenegro - Israel   | 0 - 3    | 16:25 | 13:25 | 16:25 |       |     | 45 - 75      | 1h:12   | 650      |
| 07-06-08 | Montenegro - Turkiet  | 0 - 3    | 9:25  | 18:25 | 17:25 |       |     | 44 - 75      | 1h:08   | 80       |
| 07-06-08 | Israel - Grekland     | 3 - 0    | 26:24 | 25:17 | 25:19 |       |     | 76 - 60      | 1h:25   | 850      |
| 08-06-08 | Grekland - Montenegro | 3 - 0    | 25:17 | 25:13 | 25:15 |       |     | 75 - 45      | 1h:10   | 50       |
| 08-06-08 | Israel - Turkiet      | 1 - 3    | 15:25 | 22:25 | 25:17 | 16:25 |     | 78 - 92      | 1h:50   | 800      |

#### Andra spelomgången
Spelplats:  Giannitsá, Grekland
| Datum    | Mellan                | Resultat | Set   | Set   | Set   | Set   | Set | Poäng totalt | Speltid | Åskådare |
| Datum    | Mellan                | Resultat | 1     | 2     | 3     | 4     | 5   | Poäng totalt | Speltid | Åskådare |
| -------- | --------------------- | -------- | ----- | ----- | ----- | ----- | --- | ------------ | ------- | -------- |
| 13-06-08 | Turkiet - Israel      | 3 - 0    | 25:18 | 25:17 | 25:22 |       |     | 75 - 57      | 1h:30   | 200      |
| 13-06-08 | Montenegro - Grekland | 1 - 3    | 25:22 | 17:25 | 15:25 | 15:25 |     | 72 - 97      | 1h:52   | 600      |
| 14-06-08 | Montenegro - Turkiet  | 0 - 3    | 14:25 | 16:25 | 11:25 |       |     | 41 - 75      | 1h:05   | 200      |
| 14-06-08 | Grekland - Israel     | 3 - 0    | 25:22 | 25:12 | 25:15 |       |     | 75 - 44      | 1h:15   | 650      |
| 15-06-08 | Israel - Montenegro   | 3 - 1    | 25:19 | 23:25 | 25:19 | 26:24 |     | 99 - 87      | 1h:59   | 400      |
| 15-06-08 | Grekland - Turkiet    | 1 - 3    | 25:22 | 18:25 | 20:25 | 21:25 |     | 84 - 97      | 2h:00   | 700      |

#### Sluttabell
| Pos | Landslag   | Poäng | Matcher | Matcher | Matcher   | Set   | Set       | Kvot  | Poäng | Poäng     | Kvot  |
| Pos | Landslag   | Poäng | Spelade | Vunna   | Förlorade | Vunna | Förlorade | Kvot  | Vunna | Förlorade | Kvot  |
| --- | ---------- | ----- | ------- | ------- | --------- | ----- | --------- | ----- | ----- | --------- | ----- |
| 1   | Turkiet    | 11    | 6       | 5       | 1         | 16    | 5         | 3.200 | 500   | 394       | 1.269 |
| 2   | Grekland   | 10    | 6       | 4       | 2         | 13    | 8         | 1.625 | 481   | 420       | 1.145 |
| 3   | Israel     | 9     | 6       | 3       | 3         | 10    | 10        | 1.000 | 429   | 434       | 0.988 |
| 4   | Montenegro | 6     | 6       | 0       | 6         | 2     | 18        | 0.111 | 334   | 496       | 0.673 |

### Kvalificerade för EM
- Slovakien
- Tjeckien
- Spanien
- Frankrike
- Bulgarien
- Turkiet

### Vidare till tredje rundan
- Ukraina
- Slovenien
- Azerbajdzjan
- Belarus
- Kroatien
- Grekland

## Tredje rundan

### Deltagande lag
- Azerbajdzjan
- Belarus
- Kroatien
- Grekland
- Slovenien
- Ukraina

### Resultat

#### Match 1
| Datum    | Mellan                  | Resultat | Set   | Set   | Set   | Set   | Set   | Poäng totalt | Speltid | Åskådare |
| Datum    | Mellan                  | Resultat | 1     | 2     | 3     | 4     | 5     | Poäng totalt | Speltid | Åskådare |
| -------- | ----------------------- | -------- | ----- | ----- | ----- | ----- | ----- | ------------ | ------- | -------- |
| 07-09-08 | Belarus - Slovenien     | 3 - 1    | 22:25 | 25:21 | 25:19 | 25:18 |       | 97 - 83      | 1h:46   | 1.020    |
| 07-09-08 | Azerbajdzjan - Grekland | 3 - 0    | 25:20 | 25:15 | 25:15 |       |       | 75 - 50      | 1h:16   | 2.000    |
| 06-09-08 | Ukraina - Kroatien      | 3 - 2    | 25:21 | 25:27 | 17:25 | 25:15 | 15:10 | 107 - 98     | 2h:04   | 920      |

#### Match 2
| Datum    | Mellan                  | Resultat | Set   | Set   | Set   | Set   | Set | Poäng totalt | Speltid | Åskådare |
| Datum    | Mellan                  | Resultat | 1     | 2     | 3     | 4     | 5   | Poäng totalt | Speltid | Åskådare |
| -------- | ----------------------- | -------- | ----- | ----- | ----- | ----- | --- | ------------ | ------- | -------- |
| 14-09-08 | Slovenien - Belarus     | 0 - 3    | 16:25 | 21:25 | 22:25 |       |     | 59 - 75      | 1h:15   | 500      |
| 14-09-08 | Grekland - Azerbajdzjan | 1 - 3    | 27:29 | 21:25 | 25:23 | 28:30 |     | 101 - 107    | 2h:03   | 400      |
| 13-09-08 | Kroatien - Ukraina      | 3 - 1    | 25:22 | 23:25 | 25:19 | 25:15 |     | 98 - 81      | 1h:47   | 2.450    |

### Kvalificerade för EM
- Belarus
- Azerbajdzjan
- Kroatien

## Samtliga lag kvalificerade för EM
- Polen (värdland[2])
- Italien (1:a EM 2007)
- Serbien (2:a EM 2007)
- Ryssland (3:a EM 2007)
- Nederländerna (5:a EM 2007)
- Tyskland (6:a EM 2007)
- Belgien (7:a EM 2007)
- Slovakien (1:a kvalgrupp A)
- Tjeckien (1:a kvalgrupp B)
- Spanien (1:a kvalgrupp C)
- Frankrike (1:a kvalgrupp D)
- Bulgarien (1:a kvalgrupp E)
- Turkiet (1:a kvalgrupp F)
- Azerbajdzjan (vinnare kvalrunda 3)
- Belarus (vinnare kvalrunda 3)
- Kroatien (vinnare kvalrunda 3)